# Diecezja Girony
Diecezja Girony (łac. Dioecesis Gerundensis) – diecezja Kościoła rzymskokatolickiego w Hiszpanii. Należy do metropolii Tarragony. Została erygowana w IV w.